# 2385 Mustel
2385 Mustel (1969 VW) là một tiểu hành tinh vành đai chính được phát hiện ngày 11 tháng 11 năm 1969 bởi L. Chernykh ở Nauchnyj.